# Луций Лукцей
Луций Лукцей (Lucius Lucceius) e римски оратор, историк и приятел, кореспондиращ с Цицерон. Юлий Цезар, избран за консул през 59 пр.н.е., се проваля в осигуряването на консулат за неговия съюзник Луций Лукцей през 60 пр.н.е.